# Павлов, Евгений Александрович (хоккеист)
Евгений Александрович Павлов (род. 22 января 1971, Ленинград) — советский, российский хоккеист, нападающий.

## Биография
Воспитанник ленинградского СКА. 4 апреля 1988 года дебютировал в чемпионате СССР, сыграв за СКА в домашнем матче против «Крыльев Советов» (3:0). Два сезона отыграл за вторую команду СКА. В переходном турнире 1989/90 провёл за СКА 16 матчей. В следующем сезоне получил перелом ноги, из-за которого лечился 2,5 месяца и пропустил молодёжный чемпионат мира 1991. На драфте НХЛ 1992 года был выбран под № 257 клубом «Бостон Брюинз». Сезон 1992/93 провёл в клубах низших североамериканских лиг «Провиденс Брюинз», «Джонстаун Чифс», «Лейкленд Айс Уорриорз». Вернувшись в Россию, играл за СКА (1993/94 — 1994/95), «Северсталь» Череповец (1995/96 — 1996/97, 1998/99), «Спартак» СПб (1997/98), «Нефтяник» Альметьевск (1997/98), «Спартак» (1999/2000), «Салават Юлаев» (1999/2000), «Ижорец» (1999/2000), «Металлург» Серов (2000/01), «Кедр» Новоуральск (2001/02).
Завершил профессиональную карьеру в 31 год из-за семи переломов и больных коленей. Работал кровельщиком.
Затем — тренер команды «Сталь» из чемпионата Санкт-Петербургской хоккейной лиги (СПбХЛ), детский тренер в хоккейном центре «Total Hockey Pro».